# The Needles (Schweiz)
The Needles waren eine Rockband aus Genf, die von 1984 bis 1994 existierte, mehrere Alben veröffentlichte und regelmässig in der Schweiz, Deutschland, Österreich und Frankreich tourte.
Sie traten 1990 auch als erste Schweizer Rockband überhaupt in der Sowjetunion auf (sechs Konzerte in Leningrad).
Das Quintett gehört – neben den (befreundeten) Maniacs – zu den bekanntesten Bands der 80er Jahre aus der Romandie und laut dem Schweizer Musikmagazin «Rockstar» zu den besten Schweizer Live-Bands aller Zeiten. Sie waren nicht nur in der Romandie, «sondern auch in der Deutschschweiz populär». The Needles sind auch auf der 5-CD-Anthologie «Swiss Pop & Rock von den Anfängen bis 1985» (Suisa Stiftung für Musik/Sound Service) mit ihrem «Love Song» (1985) vertreten. Im Essay «La Piqûre du Scorpion, Tome 1» finden The Needles Erwähnung als «verrückte Musik in einem von starrsinnigen, moralischen Männchen regierten Helvetien.»
Radio DRS 3 zählte ihre Cover-Version von Bob Dylans «I want you» zu den besten fünf Schweizer Cover-Versionen überhaupt: «Gelungen ist ihnen eine schwungvolle Version, die zeitlos ist, und The Needles mit ihrem Debütalbum «Never looking back» auch auf der anderen Seite des Röstigrabens bekannt machte.»
Ihr Album «Maybe we should do something about the dog» (teilweise produziert vom US-amerikanischen Songwriter Elliot Murphy) belegte 1989 in der Schweizer Jahreshitparade von Independent-Alben den Rang 2.
Unter dem Einfluss von Bands wie The Flamin Groovies, Paul Collins’ Beat, Green on Red, R.E.M., Long Ryders, aber auch den Ramones oder The Barracudas spielten sie eingängigen Gitarrenrock und Power Pop amerikanischer Prägung.
The Needles unternahmen auch Ausflüge in den Rave (bzw. Madchester), dies in Zusammenarbeit mit dem Rap-DJ Just One (Sens Unik) und mit Jazz-Trompeter Erik Truffaz als Gastmusiker, zwei Alben hat der Brite Robin Wills (The Barracudas) produziert.
Drei Mitglieder der Needles sind nach wie vor aktive Profimusiker: Bernard Trontin ist Schlagzeuger von The Young Gods und begleitet diverse Jazzmusiker und Alexis Trembley ist Begleitmusiker des Chansonniers Polar. Fred Jimenez lebt in Paris, ist mit seiner eigenen Band unterwegs sowie als Begleitmusiker des französischen Singer-/Songwriters Jean-Louis Murat. Jimenez spielte auch in der Band des Schriftstellers Michel Houellebecq, als Bassist der französischen Band A.S Dragon, sowie von Bertrand Burgalat. Im April 2011 begann Jimenez als Bassist von Johnny Hallyday aufzutreten als Mitglied der Band «Les Black Minou».
Am 7. und 8. Dezember 2012 trat Leadsänger Daniel Gautier erstmals seit 1994 wieder live auf: In Genf und Fribourg spielte er im Trio mit Alain Croubalian (Maniacs/Dead Brothers) und Robin Wills (The Barracudas) ein kurzes «Greatest Hits»-Set.

## Diskografie
- 1993 – Back in Colour – The Best of (Black Cat, Sound Service)
- 1991 – Waiting for the next Wave (Black Cat, Sound Service)
- 1989 – Maybe we should do something about the dog (Black Cat, Sound Service)
- 1988 – Need some action (Lux Noise, COD Records)
- 1986 – Never Looking Back (Phantasmagoria in Tow, Mini-Album)

Solo-Album
- 2007 – Fred Jimenez: Il est temps maintenant!
- 1997 – Fred Jimenez: Du gazon entre les oreilles (Dinemec Rec.)

Kompilationen
- 1985 – Rock Set 85 (Rock Set, EDis)
- 1985 – Brand New Faces (Bebop Records)
- 1987 – This is Guitar Town (Monomaniac, Calypso Now)
- 1990 – Rock at the Hangar, Volume 1 (Hangar 21, Fink&Star)
- 1990 – Talent of the '90s (Music&Media)
- 1992 – The Lux-Noise-Singles-A-Side-Compilation (Lux Noise, COD Records)
- 1993 – Stop F/A-18 (GSoA, Sound Service)
- 2003 – Swiss Pop & Rock von den Anfängen bis 1985 (SUISA DISC, Sound Service)
- 2008 – Post tenebras rock 25 ans: 1983–2008 (PTR)